# Хронология сезона атлантических ураганов 2009 года

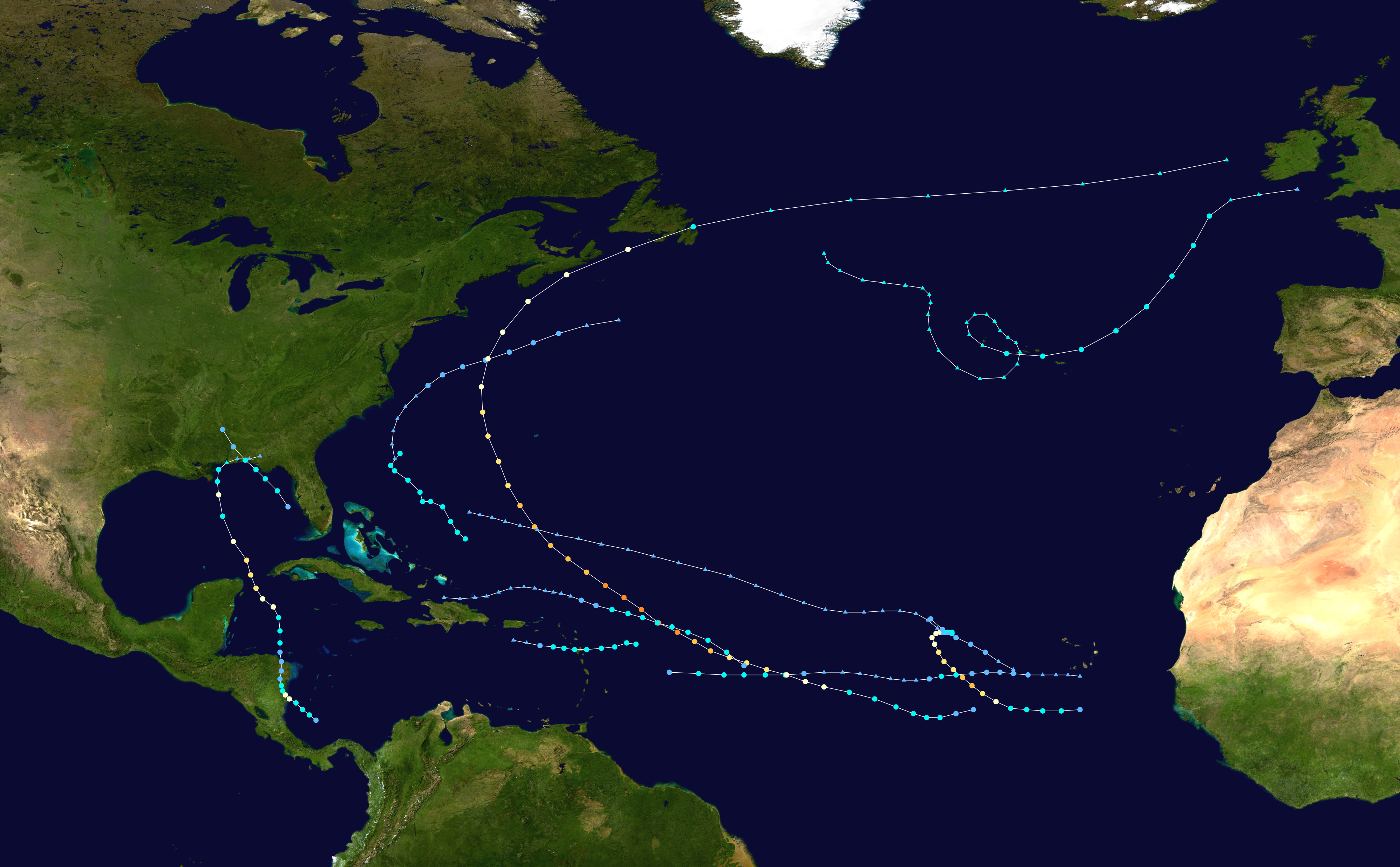
Траектории движения всех штормов сезона атлантических ураганов 2009 года

В статье приводится полная хронологическая последовательность сезона атлантических ураганов 2009 года с перечислением всех штормовых образований, динамики их усиления и ослабления, времени контакта стихий с сушей, переходы между уровнями интенсивности тропических циклонов а также время их рассеивания (диссипации).
Сезон атлантических ураганов 2009 года официально начался 1 июня и продолжался до 30 ноября 2009 года. В статье также приведён краткий хронологический график движения атмосферных образований сезона 2009 года, на котором в качестве наглядности циклоны раскрашены в тот или иной цвет в соответствии с их распределением на шкале классификации ураганов Саффира — Симпсона.

## Хронология событий

### Май
28 мая

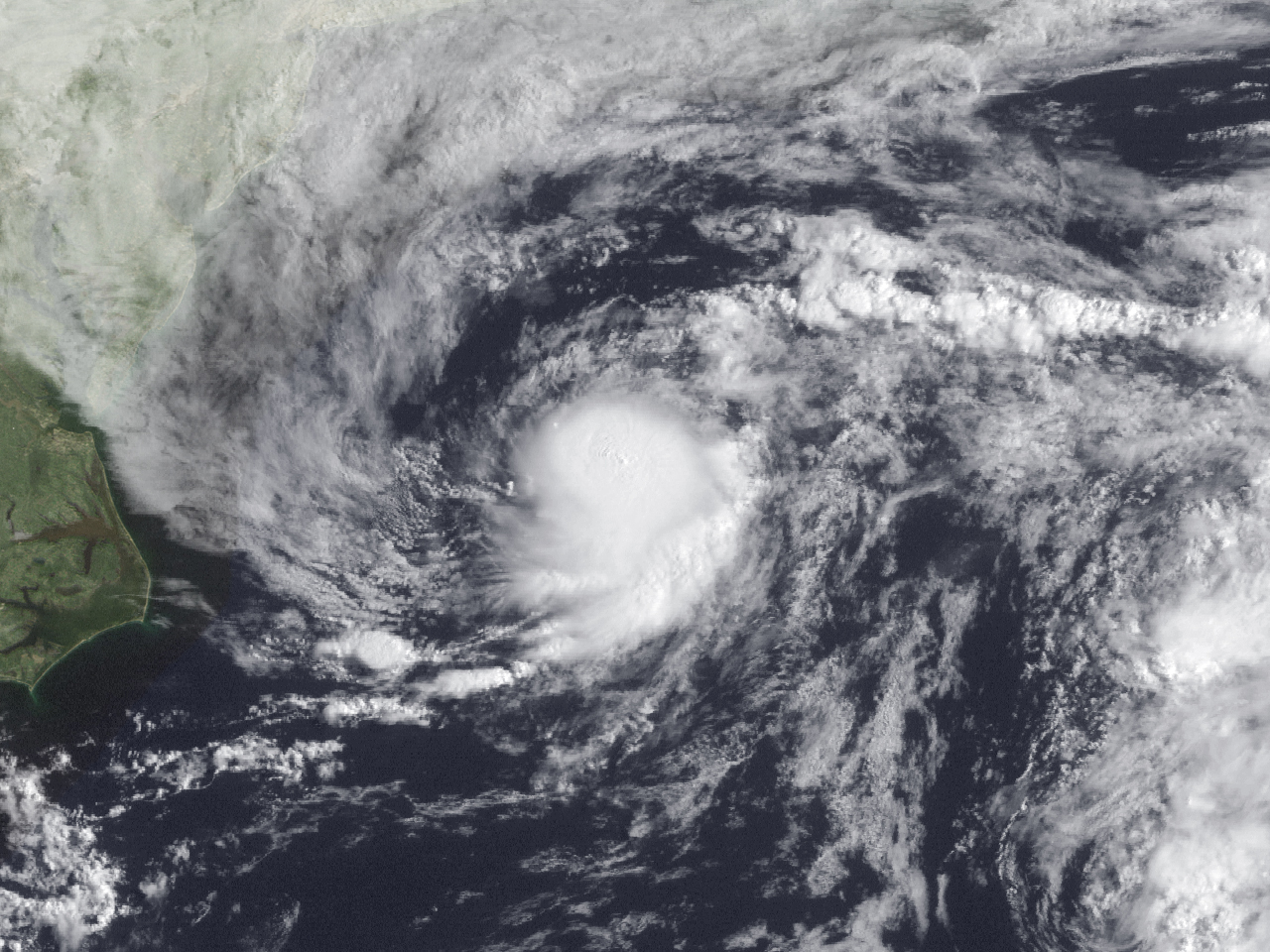
Открывшая сезон 2009 года Тропическая депрессия 1 (28 мая)

- 11:00 EDT (1500 UTC) — Тропическая депрессия 1 сформировалась у побережья штата Северная Каролина.[1]

29 мая
- 17:00 EDT (2100 UTC) — расформирование Тропической депрессии 1.[1]

### Июнь
- В июне 2009 года не образовывалось атлантических циклонов.

1 июня
- 00:00 EDT (0400 UTC) — официальное открытие сезона атлантических ураганов 2009 года.

### Июль
- В июле 2009 года не образовывалось атлантических циклонов.

### Август
11 августа

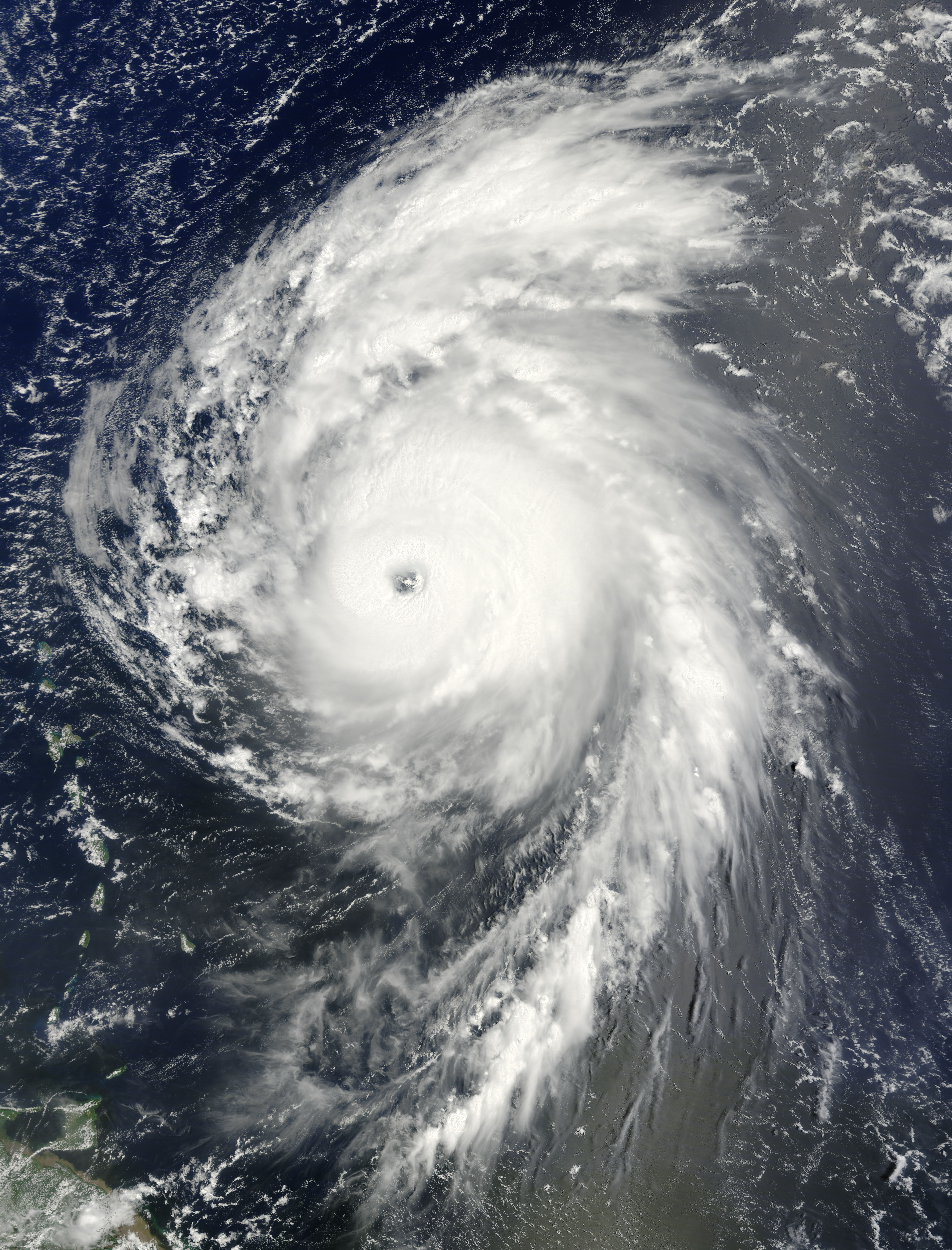
Ураган Билл на пике своей интенсивности

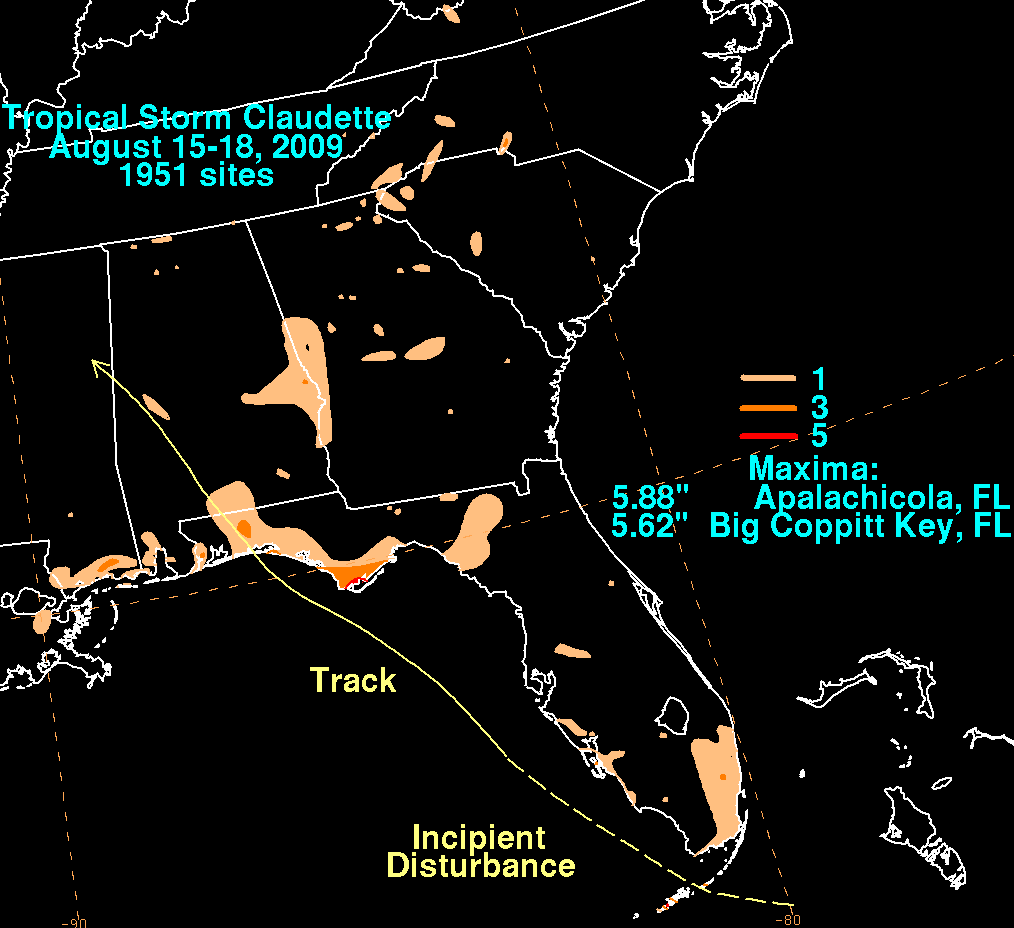
Карта осадков при прохождении Тропического шторма Клодетт

- 06:00 EDT (1000 UTC) — у островов Кабо-Верде сформировалась Тропическая депрессия 2.[2]

13 августа
- 17:00 EDT (2100 UTC) — Тропическая депрессия 2 вырождается в область низкого давления.[2]

15 августа
- 00:30 AST (0430 UTC) — остатки Тропической депрессии 2 в области низкого давления вновь формируются в тропическую депрессию над районом центральной Атлантики.[2]
- 05:00 AST (0900 UTC) — Тропическая депрессия 2 усиливается до тропического шторма Ана.[2]
- 11:00 AST (1500 UTC) — в юго-западной части островов Кабо-Верде формируется Тропическая депрессия 3.[3]
- 17:00 AST (2100 UTC) — Тропическая депрессия 3 перерождается в тропический шторм Билл.[3]

16 августа
- 05:00 EDT (0900 UTC) — в восточной части Мексиканского залива формируется Тропическая депрессия 4.[4]
- 12:15 EDT (1615 UTC) — Тропическая депрессия 4 усиливается до тропического шторма Клодетт.[5]
- 17:00 AST (2100 UTC) — тропический шторм Ана теряет силу до уровня тропической депрессии.[2]

17 августа
- 01:10 AST (0510 UTC) — контакт с сушей тропического шторма Клодетт в районе восточной части острова Санта-Роза, штат Флорида.[6]
- 05:00 AST (0900 UTC) — тропический шторм Билл усиливается до урагана первой категории.[3]
- 07:00 AST (1100 UTC) — тропический шторм Клодетт теряет силу до уровня тропической депрессии.[7]
- 17:00 AST (2100 UTC) — тропическая депрессия Ана расформировывается над северной частью Карибского моря.[2]
- 23:00 AST (0300 UTC) — ураган Билл усиливается до урагана второй категории.[3]

18 августа
- 11:00 AST (1500 UTC) — тропическая депрессия Клодетт расформировывается над штатом Алабама.[7]
- 20:30 AST (0030 UTC 19 августа) — ураган Билл набирает силу до урагана третьей категории — первого в сезоне 2009 года большого урагана.[3]

19 августа
- 05:00 AST (0900 UTC) — ураган Билл набирает силу до урагана четвёртой категории.[3]

20 августа
- 05:00 AST (0900 UTC) — ураган Билл переходит в третью категорию по шкале Саффира — Симпсона.[3]

21 августа
- 14:00 AST (1800 UTC) — дальнейшее снижение уровня урагана Билл до второй категории.[3]

22 августа
- 17:00 AST (2100 UTC) — ураган Билл теряет силу до урагана первой категории.[3]

23 августа
- в течение суток ураган Билл превращается в тропический шторм.

24 августа
- 00:00 AST (0400 UTC) — тропический шторм Билл вступает в контакт с сушей в районе полуострова Бьюрин острова Ньюфаундленд.[3]
- 05:00 AST (0900 UTC) — тропический шторм Билл теряет все характеристики тропического циклона.[3]

26 августа
- 11:00 EDT (1500 UTC) — в восточной части Багамских островов формируется тропический шторм Дэнни.[8]

29 августа
- 05:00 AST (0900 UTC) — тропический шторм Дэнни поглощён другим воздушным фронтом.[9]

### Сентябрь
1 сентября
- 05:00 AST (2100 UTC) — к востоку от северной части Подветренных Антильских островов образовывается тропический шторм Эрика.[10]

2 сентября
- 13:00 AST (1800 UTC) — тропический шторм Эрика пересекает район Гваделупы.[11]

3 сентября
- 17:00 AST (2100 UTC) — тропический шторм Эрика теряет силу до уровня тропической депрессии.[12]
- 23:00 AST (0300 UTC 4 сентября) — тропическая депрессия Эрика вырождается в область пониженного давления.[13]

7 сентября
- 17.00 AST (2100 UTC) — в южной части Кабо-Верде формируется Тропическая депрессия 7.[14]
- 23:00 AST (0300 UTC 8 сентября) — Тропическая депрессия 7 преобразовывается в тропический шторм Фред.[14]

8 сентября
- 23:00 AST (0300 UTC 9 сентября) — тропический шторм Фред усиливается до урагана первой категории.[14]

9 сентября
- 02:00 AST (0600 UTC) — ураган Фред набирает силу до урагана второй категории.[14]
- 11:00 AST (1500 UTC) — ураган Фред увеличивает свою мощь до урагана третьей категории по шкале Саффира — Симпсона.[14]
- 23:00 AST (0300 UTC 10 сентября) — переход урагана Фред во вторую категорию.[14]

10 сентября
- 17:00 AST (2100 UTC) — переход урагана Фред в первую категорию.[14]

11 сентября
- 17:00 AST (2100 UTC) — ураган Фред теряет силу до уровня тропического шторма.[14]

12 сентября
- 17:00 AST (2100 UTC) — тропический шторм Фред расформировывается до области низкого давления.[14]

25 сентября
- 15:00 AST (2100 UTC) — около Кабо-Верде образуется Тропическая депрессия 8.[15]

26 сентября
- 17:00 AST (2100 UTC) — расформирование Тропической депрессии 8.[16]

### Октябрь
4 октября
- 23:00 (0300 UTC 5 октября) — к северо-востоку от Азорских островов образовывается тропический шторм Грейс.

5 октября
- 23:00 AST (0300 UTC 6 октября) — тропический шторм Грейс поглощается воздушным фронтом над Ирландией.

6 октября
- 15:15 EDT (1915 UTC) — к северо-востоку от Малых Антильских островов образуется тропический шторм Генри.

7 октября
- 23:00 EDT (0300 UTC) — тропический шторм Генри теряет свою силу до уровня Тропической депрессии Генри.[17]

9 октября
- 17:00 EDT (2100 UTC) — тропическая депрессия Генри расформировывается в область низкого давления.

### Ноябрь
4 ноября
- 10:00 EST (1500 UTC) — у побережья Коста-Рики образовывается Тропическая депрессия 11.
- 16:00 EDT (2100 UTC) — Тропическая депрессия 11 усиливается до тропического шторма Ида.

5 ноября
- 07:00 EDT (1300 UTC) — тропический шторм Ида набирает мощь до уровня урагана первой категории.
- 10:00 EDT (1500 UTC) — ураган Ида вступает в контакт с сушей в районе города Тасбапауни, Никарагуа.
- 13:00 EDT (1800 UTC) — ураган Ида теряет силу до уровня тропического шторма.
- 22:00 EST (0300 UTC 6 ноября) — тропический шторм Ида преобразуется в тропическую депрессию.

6 ноября
- 16:00 EST (2100 UTC) — тропическая депрессия Ида выходит в Карибское море.

7 ноября
- 16:00 EST (0900 UTC) — тропическая депрессия Ида усиливается до уровня тропического шторма.
- 23:15 EST (0415 UTC 8 ноября) — тропический шторм Ида укрепляется до урагана первой категории.

8 ноября
- 00:00 (1800 UTC) — ураган Ида усиливается до урагана второй категории.

9 ноября
- 03:00 CST (0900 UTC) — ураган Ида снижает силу до урагана первой категории.
- 09:00 CST (1500 UTC) — ураган Ида переходит на уровень тропического шторма.

10 ноября
- 05:40 EST (1140 UTC) — тропический шторм Ида вторично вступает в контакт с сушей в районе острова Дофин, штат Алабама, скорость ветра в шторме достигает 75 км/ч.
- 06:50 EST (1250 UTC) — тропический шторм Ида третий раз контактирует с сушей в районе населённого пункта Бон-Секу, штат Алабама. Скорость ветра при этом сохраняется на уровне 75 км/ч.
- 09:00 CST (1500 UTC) — тропический шторм Ида становится внетропическим образованием, находясь в центральной части штата Алабама.

30 ноября
- Официальное завершение сезона атлантических ураганов 2009 года.